# Zügelpinguin
Der Zügelpinguin (Pygoscelis antarctica), auch Kehlstreifpinguin genannt, ist eine Art aus der Gattung der Langschwanzpinguine. Er ist nah verwandt mit dem Adeliepinguin (P. adeliae) sowie dem Eselspinguin (P. papua).
Der Zügelpinguin lebt vor allem im Westen und Norden der antarktischen Halbinsel, außerdem auch noch an der antarktischen Küste und auf wenigen Inseln im Südatlantik, den subantarktischen Inseln. Sein charakteristisches Merkmal ist ein schwarzer, schmaler Streifen, der sich vom Hinterkopf über die Kehle zieht. Der Bestand wird auf 7.500.000 Brutpaare geschätzt, wovon allein 5.000.000 auf den Südlichen Sandwichinseln leben. Sie gelten als die streitlustigsten unter den Pinguinen und scheuen nicht davor zurück, auch wesentlich größere Tiere anzugreifen.
Es werden keine Unterarten für den Zügelpinguin unterschieden. Die IUCN schätzt die Art derzeit als ungefährdet (least concern) ein.

## Erscheinungsbild
Der Zügelpinguin erreicht eine Körperlänge von 71 bis 76 Zentimeter. Das Gewicht variiert stark im Verlauf des Jahres und ist in der Regel kurz vor der Mauser am höchsten. Es liegt zwischen 3430 Gramm bei Weibchen kurz nach der Eiablage und knapp 5 Kilogramm bei Männchen, die im Frühjahr zu den Brutkolonien zurückkehren. Ein Sexualdimorphismus ist nicht sehr ausgeprägt. Männchen sind lediglich etwas größer als die Weibchen und haben einen etwas größeren Schnabel. Das Gefieder zeigt keine jahreszeitlichen Veränderungen.
Die Stirn, der Scheitel, Nacken und der Oberkörper sind blauschwarz, lediglich kurz vor der jährlichen Mauser, wenn das Gefieder sehr abgenutzt ist, wirkt es bräunlich. Die Wangen, das Kinn und die Kehle sind weiß. Eine dünne schwarze Linie verläuft von dem hinteren Scheitel über die Ohren unterhalb der Augen entlang. Auf den Menschen wirkt diese Gesichtszeichnung, als trüge der Pinguin einen mit einem Riemen unter dem Kinn befestigten Helm. Der „Zügelpinguin“ wird im englischen Sprachgebrauch deshalb „Chinstrap Penguin“ und im russischen auch „Polizist“ genannt.
Die Körperunterseite ist weiß. Die zu Flossen umgebildeten Flügel sind auf der Oberseite schwarz und auf der Unterseite weißlich mit einem kleinen schwarzen Endfleck. Die Füße und Beine sind rosafarben mit schwarzen Sohlen, die Iris ist rotbraun und der Schnabel ist schwarz.
Jungvögel sind kleiner und schlanker als adulte Zügelpinguine und haben einen kleineren Schnabel. Bis zur vollständigen Mauser im Alter von vierzehn Monaten haben sie im Gesicht schwarze Flecken, besonders auffällig rund um das Auge.
Auf Grund des weißen Gesichts, das sich bis über die Augen ausdehnt, und dem Fehlen jeglicher Federhaube oder verlängerter Kopffedern ist der Zügelpinguin mit keiner anderen Pinguinart zu verwechseln.

## Stimme
Über das Rufrepertoire der Zügelpinguine liegen bislang keine detaillierten Studien vor. Eine der Lautäußerungen besteht aus einer Reihe lauter, schriller und abgehackter Silben, der bei der Balz eine Rolle spielt und benachbarte Vögel ebenfalls zum Rufen animiert. Ein leiser, fast summender Laut, bei dem der Schnabel geschlossen ist, ist von Paaren oder einzelnen Elternvögeln zu hören, die gerade ein Junges füttern. Ein zischender Laut ist bei aggressiven Auseinandersetzungen mit Artgenossen zu vernehmen. Über das Lautrepertoire der Küken liegen bislang keine Erkenntnisse vor.

## Verbreitung

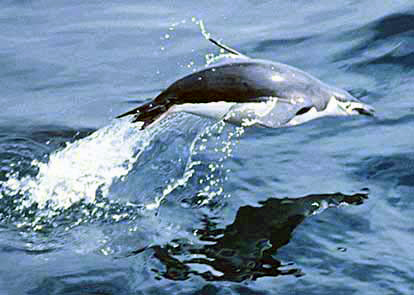
Zügelpinguin

Der Zügelpinguin ist in der Antarktis zirkumpolar vertreten. Er brütet vorwiegend auf der Antarktischen Halbinsel und auf subantarktischen Inseln im Südatlantik. Brutkolonien befinden sich unter anderem auf den Südlichen Shetlandinseln und den Südlichen Orkneyinseln. Gelegentlich brüten Zügelpinguine auch auf der Insel Heard. Es gibt für den Süden des Indischen Ozeans und den Pazifik nur wenige Brutnachweise. Nichtbrütende Vögel werden jedoch gelegentlich auf Adélieland beobachtet, was auf weite Wanderungen nach der Fortpflanzungszeit schließen lässt. Irrgäste wurden außerdem an der australischen Küste beobachtet. Grundsätzlich ist der Zügelpinguin eine pelagisch lebende Art. Im Wedellmeer präferiert er Packeiszonen, die 10 bis 30 Prozent des Wassers bedecken.
Die wichtigsten Brutkolonien finden sich auf den Südlichen Sandwichinseln, auf den Südlichen Shetlandinseln und den Südlichen Orkneyinseln. Die IUCN schätzt den Bestand auf mindestens 8 Millionen Brutvögel.

## Nahrung
Die Hauptnahrung der Zügelpinguine bildet der Krill und einige kleinere Fischarten. Zügelpinguine können nachgewiesenermaßen bis zu 100 Meter tief tauchen. Gewöhnlich fangen sie ihre Nahrung jedoch in Tauchtiefen zwischen zehn und vierzig Metern. Während der Brutzeit suchen sie ihre Nahrung nahe der Brutkolonien. Sie sind dann in der Regel nur drei Stunden von der Brutkolonie abwesend. Es gibt aber auch Brutkolonien, bei denen brütende Vögel bis zu 48 Stunden abwesend sind. Pro Stunde wurden zwischen 6,6 und 14,3 Tauchgänge gezählt. Der einzelne Tauchgang dauert häufig nicht länger als 18 bis 19 Sekunden, gelegentlich bleiben Zügelpinguine aber auch bis zu 85 s unter Wasser.

## Fortpflanzung

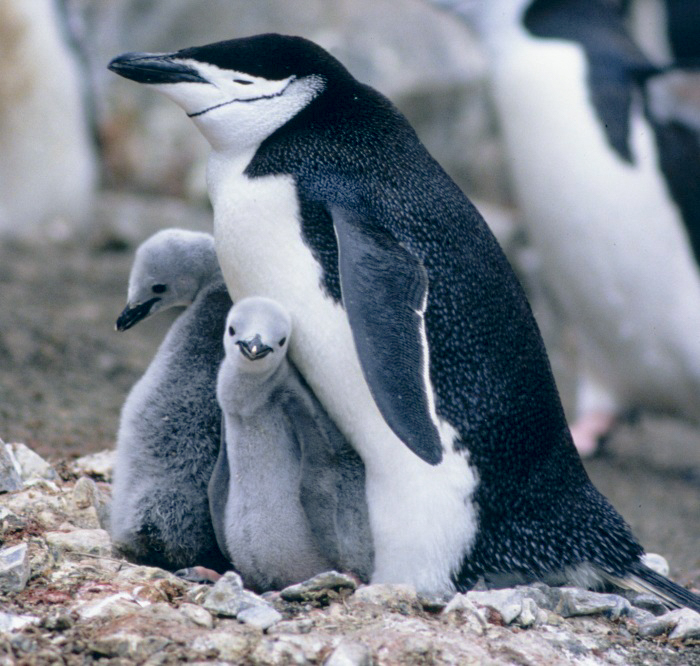
Jungtiere mit erwachsenem Zügelpinguin

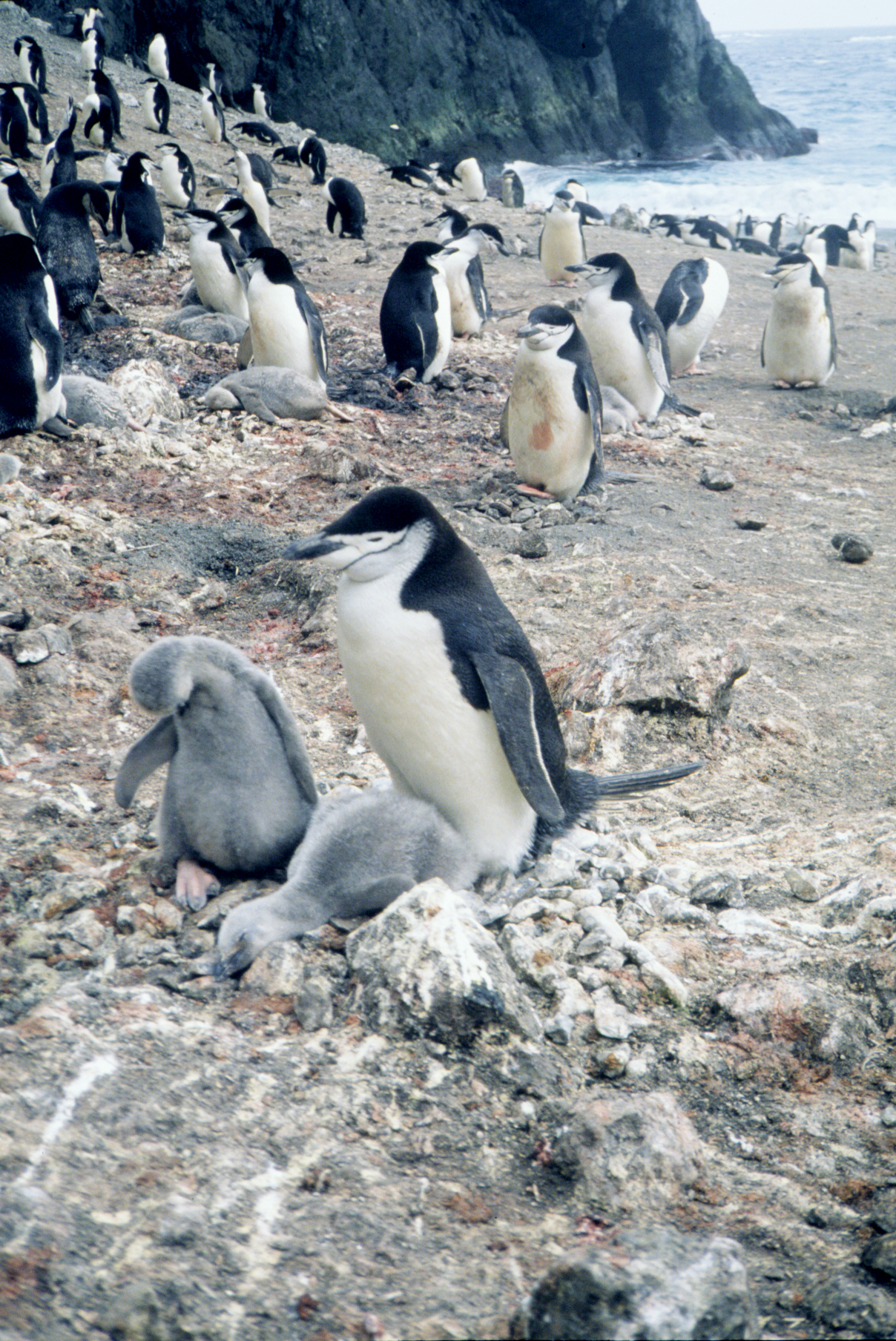
Brutkolonie von Zügelpinguinen auf Seal Island

Wie alle Pinguine ist der Zügelpinguin ein Koloniebrüter. Er nutzt als Koloniestandort eisfreie Zonen an Küsten und präferiert dabei etwas steilere und felsigere Küstenabschnitte als andere Pinguinarten. Er nistet häufig mit dem Eselpinguin und dem Adeliepinguin in einer Brutkolonie, präferiert aber tendenziell steilere Küstenabschnitte als diese. Der Nestabstand variiert. Auf den Südlichen Shetlandinseln beträgt er zwischen 80 und 90 Zentimeter. Auf King George Island stehen die Nester enger beieinander und der Abstand beträgt durchschnittlich knapp 60 Zentimeter. Verglichen mit anderen Pinguinarten wie beispielsweise dem in dem gleichen Brutgebiet nistenden Adeliepinguin kehren Zügelpinguine verhältnismäßig spät in ihre Brutkolonien zurück. Dort wo sie mit Adeliepinguinen vergesellschaftet sind, beginnen diese ihr Brutgeschäft regelmäßig drei bis vier Wochen früher.
Zur Brutzeit selbst, die etwa im Monat November beginnt, bilden sich gelegentlich sehr große Kolonien von mehreren Tausend Individuen. Andere Kolonien wie beispielsweise auf King George Island sind wesentlich kleiner und umfassen häufig nicht mehr als hundert Brutpaare. Das Nest ist eine kreisrunde Plattform aus kleinen Steinen, von dreißig bis fünfzig Zentimeter Durchmesser und fünf bis zehn Zentimeter Höhe. Das Gelege umfasst im Allgemeinen zwei Eier. Zuerst brütet das Männchen, während das Weibchen zur Nahrungssuche in See sticht. Die Partner wechseln sich dann über Zeiträume von fünf bis zehn Tage bei der Brut ab. Die Brutzeit beträgt durchschnittlich 36,3 Tage für das erste Ei und 33,9 Tage für das zweite Ei. Sobald der Jungvogel geschlüpft ist, lösen sich die Elternvögel in kürzeren Intervallen ab, die meist zwölf bis vierundzwanzig Stunden betragen. Neugeborene Jungtiere haben ein graues, plüschiges Federkleid. In den ersten 20 bis 30 Tagen bleiben die Jungen im Nest, dann ziehen sie in eine Art Krippe um, das heißt in eine Ansammlung von Pinguinküken unter der Bewachung von einem oder zwei Erwachsenen. Diese müssen nicht unbedingt die eigenen Eltern sein. Etwa im Alter von zwei Monaten mausern sich die Jungtiere und erwerben ihre erwachsenen Federn. Dann beginnen sie auch mit dem Schwimmen und müssen sich allein ernähren. Der Bruterfolg ist sehr variabel und unter anderem von den Eisbedingungen beeinflusst. Jahre, in denen dichtes Meereis bis in die Nähe der Brutkolonien vorherrscht, schränkt das Gebiet der Nahrungssuche so ein, dass sich dies negativ auf den Bruterfolg auswirkt. Die Koloniegröße und der individuelle Niststandort hat dagegen keinen Einfluss auf den Bruterfolg. Zu den Prädatoren von Jungvögeln und Eiern gehören Raubmöwen sowie der Weißgesicht-Scheidenschnabel (Chionis alba). Der Seeleopard ist der wichtigste Fressfeind ausgewachsener Zügelpinguine. Auf Basis einer 24-stündigen Beobachtung von Brutkolonien auf Elephant Island hat man hochgerechnet, dass dort während einer Fortpflanzungsperiode etwa 10 Prozent der Brutvögel dieser Hundsrobbe zum Opfer fallen.
Es kommt oft zu Konkurrenz um die spärlichen Brutplätze, vor allem mit den Adeliepinguinen, da diese ebenfalls im Verbreitungsgebiet der Zügelpinguine brüten. Beliebtes Streitobjekt sind die kleinen Steine zum Nestbau.

## Schlafverhalten
Zügelpinguine weisen ein außergewöhnliches Schlafverhalten während ihrer Brutphase auf. Sie schlafen mehr als elf Stunden täglich, jedoch nicht am Stück, sondern durch tägliche Tausende von kurzen Nickerchen, die jeweils nur wenige Sekunden dauern. Diese kurzen Schlafphasen finden sowohl im Stehen als auch im Liegen statt, wobei im Durchschnitt ein Nickerchen etwa vier Sekunden dauert, wobei das längste beobachtete Nickerchen 34 Sekunden und die meisten weniger als zehn Sekunden andauerten. Insgesamt erreichen die Pinguine so fast 15 Stunden Schlaf täglich. Während dieser kurzen Schlafphasen werden Nervensignale im Gehirn der Pinguine aktiviert, die typisch für den Schlaf von Vögeln sind. Dabei sind entweder nur eine oder beide Gehirnhälften aktiv, wobei jede Gehirnhälfte insgesamt zwischen elf und zwölf Stunden Schlaf erhält. Dieses Schlafmuster ermöglicht es den Pinguinen, kontinuierlich über ihre Nester und ihren Nachwuchs zu wachen, da die Nickerchen während der Nestphase kürzer und häufiger sind als während der Nahrungssuche. Auf See schlafen die Pinguine insgesamt weniger, holen den Schlaf aber anschließend nach.

## Einzelbelege
1. ↑  Pütz, Reinke-Kunze: Tierwelt der Antarktis und Subantarktis. S. 24.
2. 1 2  Factsheet auf BirdLife International
3. ↑  Tony D. Williams: The penguins. Spheniscidae (= Bird families of the World. Band 2). Oxford University Press, Oxford 1995, ISBN 0-19-854667-X.
4. 1 2 3  Tony D. Williams: The penguins. Spheniscidae. S. 179.
5. 1 2 3  Tony D. Williams: The penguins. Spheniscidae. S. 181.
6. 1 2  Tony D. Williams: The penguins. Spheniscidae. S. 183.
7. ↑  Hadoram Shirihai: A Complete Guide to Antarctic Wildlife … S. 68.
8. ↑  Tony D. Williams: The penguins. Spheniscidae. S. 184.
9. 1 2  Tony D. Williams: The penguins. Spheniscidae. S. 185.
10. 1 2 3 4 5 6 7 8  Claudia Krapp: Pinguine erholen sich im Sekundenschlaf. 1. Dezember 2023, abgerufen am 1. Dezember 2023 (deutsch).